# Willy Lengling
Friedrich Wilhelm „Willy“ Lengling (* 10. April 1868 in Berlin; † 14. Juni 1942 ebenda) war ein deutscher Schauspieler bei Bühne und Stummfilm.

## Leben und Wirken
Willy war der Sohn des Kaufmanns Friedrich Wilhelm Lengling und dessen Ehefrau Hanna Luise, geborene Uhlig.
Lengling erhielt mit Anfang zwanzig seine Schauspielausbildung und begann in der Spielzeit 1890/91 seine Theaterlaufbahn. Zu seinen frühen Bühnenstationen bis zum Ausbruch des Ersten Weltkriegs zählten Spielstätten in der deutschen Provinz wie das ostpreußische Insterburg (sein Debüt), das schlesische Oppeln und Perleberg, ehe er in der Spielzeit 1893/94 einem Ruf nach Berlin folgte, wo er im Fach des jugendlichen Komikers am Volkstheater eingesetzt wurde. Weitere hauptstädtische, zumeist kleinere Spielstätten wurden das Residenz-Ensemble, das Lustspiel-Ensemble, das Novitäten-Ensemble und das Adolf-Behle-Ensemble. Zeitweise diente er auch als künstlerischer Leiter bzw. Bürochef dieses Ensembles sowie anderer Tourneebühnen. 
Im Jahr 1912 kamen kleinere Film-Rollen, beginnend mit dem Part des Kriminalkommissars Weigert in dem psychologischen Stummfilm-Drama Der Andere, hinzu. Regie führte hier Max Mack, der ihn auch in einigen weiteren seiner Inszenierungen wie etwa dem Krimi Die blaue Maus oder dem Lustspiel Die Welt ohne Männer einsetzte. Nach dem Krieg sind keine Bühnenfestengagements Lenglings mehr feststellbar, 1922 verabschiedete er sich mit Preben J. Rists Inszenierung Mignon auch vom Film. Zuletzt weitgehend mittellos, erhielt Lengling im Dritten Reich eine bescheidene finanzielle Unterstützung durch die Goebbels-Stiftung Künstlerdank. 
Lengling starb 1942 im Alter von 74 Jahren im Berliner Oskar-Ziethen-Krankenhaus an Magenkrebs. Er war verwitwet von Dorothee Pauline Margarethe, geborene Böhm, die er 1894 in Berlin geheiratet hatte.

## Filmografie
- 1913: Der Andere
- 1913: Die blaue Maus
- 1913: Die blaue Maus, 2. Teil
- 1914: Die Welt ohne Männer
- 1916: Seine schwache Stunde
- 1918: In Sachen Marc Renard
- 1922: Mignon